# Pierre Signac

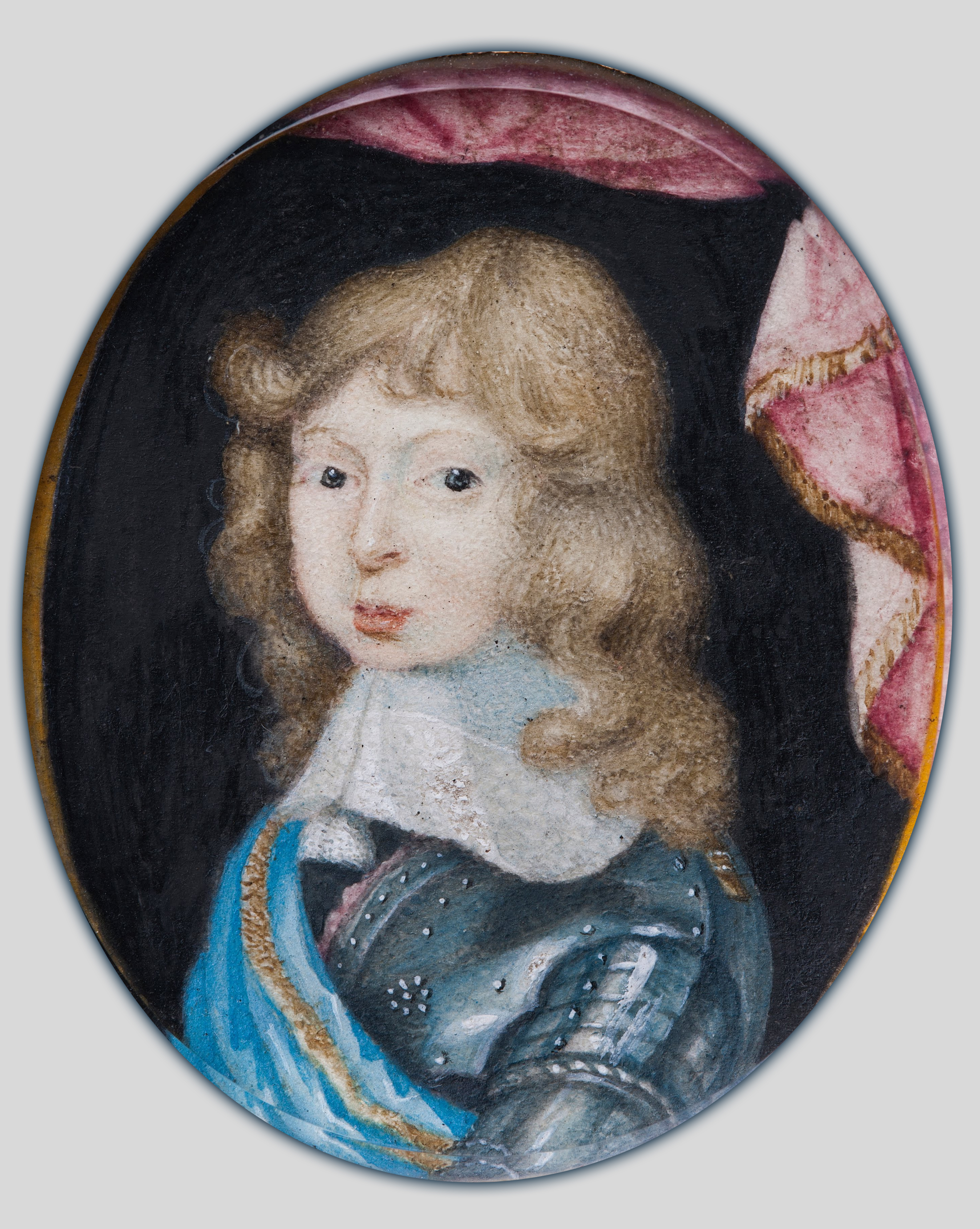
Miniatyrporträtt av Karl XI som barn av Signac.

Pierre Signac, född troligen före 1624 i Frankrike, död 1684 i Stockholm, var en fransk miniatyrmålare av hugenottfamilj.
Signac var elev av emaljmålaren Jean Toutin, verksam i Chateau-dun. Han uppmärksammades av Magnus Gabriel De la Gardie under dennes ambassadresa till Frankrike och antog hans anbud att träda i tjänst hos drottning Kristina. Signac ankom till Stockholm julaftonen 1646 och anställdes på fördelaktiga villkor. Han fick fullt upp att göra. När drottningen lämnade Sverige 1654, hade han målat 32 olika stora porträtt av henne, dessutom åtskilliga miniatyrer i dosor och klockor. 
Ett briljanterat ur med figurrika allegoriska kompositioner på ytter- och innersidorna - Kristina framställs i triumftåg som segrare till lands och sjöss – finns i Statens historiska museum; där, liksom i Nationalmuseum, Göteborgs konstmuseum och i Riksbanken, finner man porträtt i emalj eller miniatyr av Kristina, Maria Eleonora av Brandenburg, Karl X Gustav, Karl XI som barn, Hedvig Eleonora av Holstein-Gottorp och Ulrika Eleonora av Danmark. Han målade även porträtt av bland andra M. G. De la Gardie och dennes gemål. 
Vid Kristinas bortresa stannade Signac kvar i Sverige och i sin befattning hos regenten. Han användes mycket av drottning Hedvig Eleonora. 1661–1663 åtföljde han Otto Wilhelm Königsmarck på dennes ambassad till England och Tyskland och besökte då även Paris. 1665 sändes han med statsanslag till Paris med uppdrag att för drottningens räkning måla miniatyrporträtt av de konungar och furstliga personer, vilkas residens han skulle komma att besöka. De porträtt, som han utförde under denna resa, finns i de Antellska samlingarna i Nationalmuseum, Helsingfors.
Signac tycks ha haft mycket svårt att få ut såväl sin avlöning som sitt honorar för avlämnade arbeten. Han levde likväl i Stockholm under gynnsamma förhållanden, var förmöget gift och skötte en kommissionshandel med konstsaker. Att döma av hans i skämtsam ton hållna böneskrifter till Karl XI synes han ha varit en gladlynt och jovialisk man.